# Росен (област Бургас)
 Тази статия е за селото в Област Бургас.  За други значения вижте Росен (пояснение).  
Росен е село в Югоизточна България, в община Созопол, област Бургас.

## География
Селото е разположено на Росенската река, приток на Ропотамо в подножието на Росен баир.

## История
До 1934 година името на селото е Мехмеч кьой. В края на XIX век етнографът Димитър Маринов отбелязва жителите на Мехмечкьой и няколко съседни села като рупци, предполагайки въз основа на неясни местни легенди, че те са потомци на бежанци от насилствената ислямизация в Родопите през XVII век.

## Население

### Етнически състав
Преброяване на населението през 2011 г.
Численост и дял на етническите групи според преброяването на населението през 2011 г.:
|                     | Численост |
| Общо                | 1424      |
| Българи             | 927       |
| Турци               | 3         |
| Цигани              | 449       |
| Други               | -         |
| Не се самоопределят | -         |
| Неотговорили        | 33        |

## Културни и природни забележителности
- Единственото килийно училище в община Созопол.
- Тук се е намирала крепостта „Кримна“, наричана и „Кримни“, където през 1328 г. цар Михаил Шишман Асен и византийският император Андроник сключват съюзен договор.[4][5][6]

## Редовни събития
- Всяка година на 24 май се провежда съборът на с. Росен.